# Lourteigia
Lourteigia, rod  glavočika iz podtribusa Liatrinae, dio tribusa Eupatorieae. Opisan je 1971. godine.

## Opis
Lourteigia uključuje 12 južnoameričkih vrsta pronađenih u Kolumbiji i Venezueli. Posebna značajka roda je vidljivo suženje u cipsele neposredno ispod točke pričvršćivanja papusa., pristupljeno 27. veljače 2024.

## Vrste
1. Lourteigia aroensis V.M.Badillo
2. Lourteigia ballotifolia (Kunth) R.M.King & H.Rob.
3. Lourteigia dichroa (B.L.Rob.) R.M.King & H.Rob.
4. Lourteigia fimbriata V.M.Badillo
5. Lourteigia gaudens V.M.Badillo
6. Lourteigia humilis (Benth.) R.M.King & H.Rob.
7. Lourteigia lanulata (B.L.Rob.) R.M.King & H.Rob.
8. Lourteigia microphylla (L.f.) R.M.King & H.Rob.
9. Lourteigia morenoi V.M.Badillo
10. Lourteigia ornatiloba (B.L.Rob.) R.M.King & H.Rob.
11. Lourteigia scandens V.M.Badillo
12. Lourteigia stoechadifolia (L.f.) R.M.King & H.Rob.

## Sinonimi
Nema.